# Pseudocalliergon longicuspis
Pseudocalliergon longicuspis là một loài rêu trong họ Amblystegiaceae. Loài này được Lindb. & Arnell Loeske mô tả khoa học đầu tiên năm 1907.